# Ocotea minarum
Ocotea minarum är en lagerväxtart som beskrevs av Carl Friedrich Philipp von Martius och Christian Gottfried Daniel Nees von Esenbeck. Ocotea minarum ingår i släktet Ocotea och familjen lagerväxter. Inga underarter finns listade i Catalogue of Life.